# Limnichites confertus
Limnichites confertus är en skalbaggsart som först beskrevs av Sharp 1902.  Limnichites confertus ingår i släktet Limnichites och familjen lerstrandbaggar. Inga underarter finns listade i Catalogue of Life.